# Asymptotic Analysis
Asymptotic Analysis is een internationaal, aan collegiale toetsing onderworpen wetenschappelijk tijdschrift op het gebied van de toegepaste wiskunde.
De naam wordt in literatuurverwijzingen meestal afgekort tot Asymptotic Anal.
Het wordt uitgegeven door IOS Press.